# Cacajao hosomi
Lo uacari di Neblina (Cacajao hosomi Boubli, 2008) è un primate platirrino della famiglia dei Pitecidi.
Deriva da una rivisitazione della specie Cacajao melanocephalus da parte dello studioso Jean-Philippe Boubli, scopritore anche della specie Cacajao ayresi, sulla base delle dicerie popolari indie ed avvistamenti di esploratori, che parlavano di una terza popolazione di uacari nero sul Pico da Neblina, al confine fra Brasile e Venezuela, con caratteristiche morfologiche e di colorazione del mantello leggermente differenti rispetto a quelle delle due sottospecie già descritte. Boubli ritiene che si tratti di una specie a sé stante, ma vista la mancanza di studi esaurienti in merito la comunità scientifica è ancora scettica sull'istituzione di una nuova specie prima che siano fatte ricerche esaurienti.